# Denotazione
La denotazione è un termine della logica e della linguistica che distingue il significato principale di una parola (o "enunciato") rispetto alla connotazione, ossia alla carica psicologica associata al termine. Nel caso di una parola singola, la denotazione è la prima definizione che daranno un dizionario o un'enciclopedia.
Ad esempio, la denotazione più probabile di notte è il lasso di tempo tra il tramonto e l'alba (significato esplicito), mentre le connotazioni (significati impliciti) possono essere, a seconda del caso, quelle positive e soprattutto negative di decadenza, minaccia, mancanza di energia, romanticismo eccetera.
Mentre la denotazione è un concetto relativamente fisso, su cui tutti i parlanti più o meno saranno d'accordo (ad esempio sul significato della parola cane), la connotazione può variare a seconda del contesto, quindi della persona, della cultura, della situazione in cui l'enunciato viene prodotto:
Sei un cane!
Ti sarò fedele come un cane!
Secondo John Stuart Mill una parola va considerata come connotativa se indica, oltre ad un oggetto, anche le sue proprietà, mentre sarà puramente denotativa se si limita a indicare il solo oggetto oppure soltanto una proprietà.